# Tempestade tropical Kammuri (2008)
A tempestade tropical severa Kammuri (designação internacional: 0809; designação do JTWC: 10W; designação filipina: Julian) foi uma tempestade tropical que atingiu o sul da China e a Indochina no começo da Agosto de 2008. Sendo o décimo primeiro ciclone tropical e o nono sistema tropical dotado de nome da temporada de tufões no Pacífico de 2008, Kammuri formou-se de uma perturbação tropical a nordeste das Filipinas em 3 de Agosto, seguindo para oeste-noroeste praticamente em todo o seu período de existência, atingindo o seu pico de intensidade com ventos de até 95 km/h antes de atingir a costa do sudeste da China em 5 de Agosto. Após seguir paralelamente à costa chinesa, Kammuri começou a se enfraquecer, se dissipando totalmente sobre o norte da região da Indochina em 8 de Agosto.
Kammuri provocou danos generalizados no sul da China, no norte do Vietnã, no Laos e no nordeste da Tailândia. Na China, a região mais afetada foi a região autônoma de Yunnan, onde pelo menos 40 pessoas perderam suas vidas devido às enchentes severas e aos deslizamentos de terra. No Vietnã, cerca de 120 pessoas morreram devido às chuvas torrenciais. No Laos e no nordeste da Tailândia, o transbordamento do rio Mekong também causou danos generalizados, além de quatro fatalidades. Os prejuízos econômicos diretos totais nos quatro países foram calculados em 409 milhões de dólares (valores em 2008).

## História meteorológica

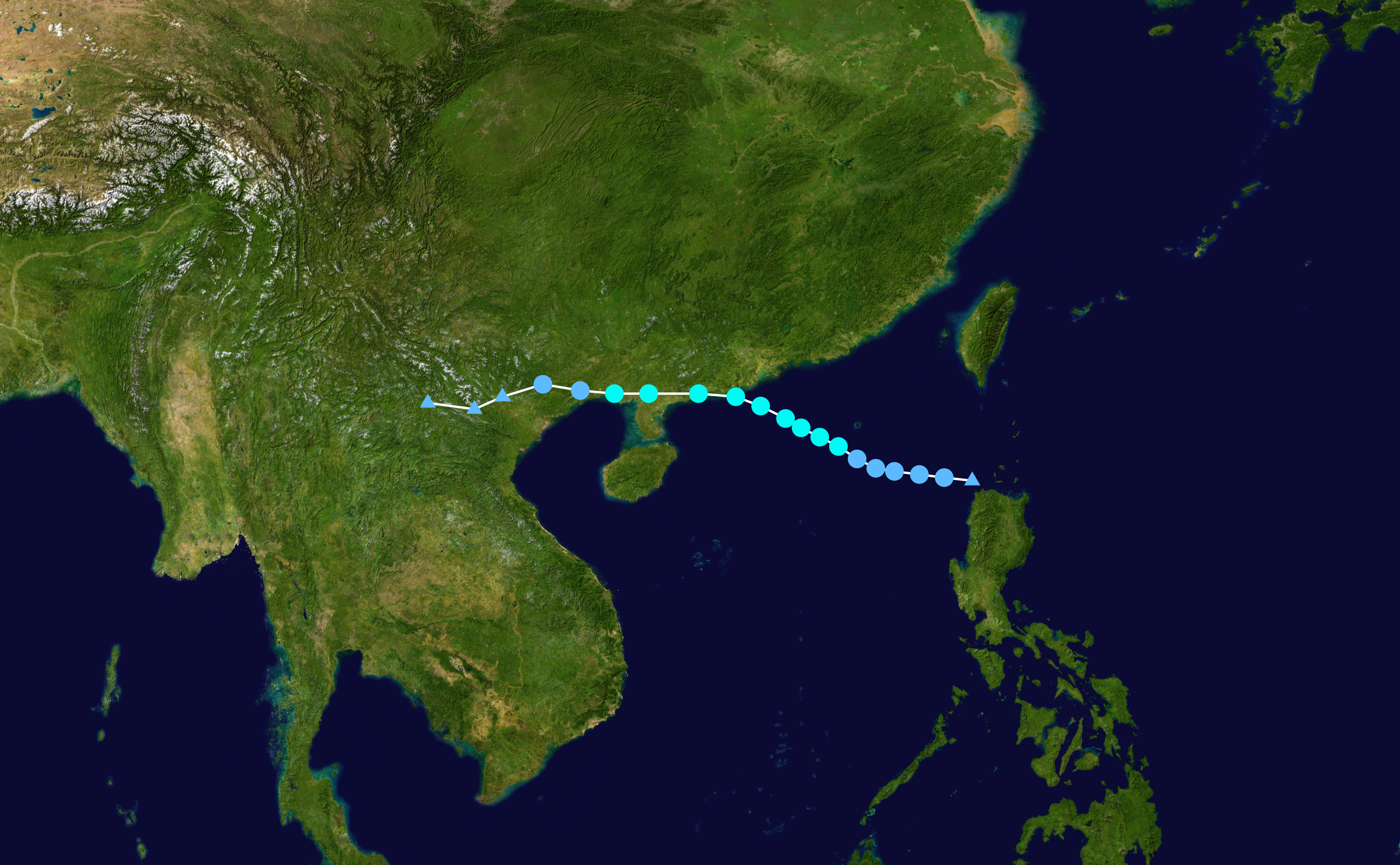
O caminho de Kammuri

Uma área de distúrbios meteorológicos formou-se logo a leste da costa leste da ilha filipina de Luzon em 1 de Agosto. O sistema começou a apresentar sinais de organização por estar num ambiente com baixo cisalhamento do vento e por apresentar bons fluxos de saída. Com isso, o Joint Typhoon Warning Center (JTWC) começou a monitorar o sistema como uma perturbação tropical em 2 de Agosto. No dia seguinte, a Administração de Serviços Atmosféricos, Geofísicos e Astronômicos das Filipinas (PAGASA) considerou o sistema como uma depressão tropical e atribuiu-lhe o nome local Julian. Mais tarde naquele dia, com a contínua consolidação do sistema, a Agência Meteorológica do Japão (AMJ) o classificou para uma fraca depressão tropical, enquanto que o JTWC emitiu um Alerta de Formação de Ciclone Tropical (AFCT), indicando que a perturbação poderia se tornar um ciclone tropical significativo a qualquer momento dentro de um prazo de 24 horas. Finalmente em 4 de Agosto, com a contínua organização do sistema, a AMJ começou a emitir avisos regulares sobre a depressão, enquanto que o JTWC classificou a perturbação para a depressão tropical 10W, sendo que o centro da depressão estava localizado naquele momento a cerca de 620 km a leste-sudeste de Hong Kong.
Seguindo para oeste pelo mar da China Meridional, através da periferia sul de uma alta subtropical, o sistema gradualmente se intensificou e, ainda em 4 de Agosto, o JTWC o classificou como uma tempestade tropical. A AMJ também classificou a depressão para uma tempestade tropical no começo da madrugada (UTC) de 5 de Agosto, atribuindo-lhe o nome Kammuri, que foi submetido à lista de nomes dos tufões pelo Japão, e se refere à constelação de Corona Borealis, além de significar simplesmente coroa. Kammuri não foi capaz de se desenvolver rapidamente devido à sua grande desorganização; as principais áreas de convecção profunda ainda estavam bem afastadas do centro ciclônico de baixos níveis. No entanto, a tempestade continuou a se fortalecer lentamente e em 6 de Agosto, a AMJ classificou Kammuri para uma tempestade tropical severa. Mais tarde naquele dia, Kammuri atingiu seu pico de intensidade, com ventos máximos sustentados de 95 km/h assim que fazia landfall no oeste da província chinesa de Guangdong.
Com isso, Kammuri começou a se enfraquecer rapidamente sobre terra. Mais tarde naquele dia, a AMJ desclassificou o sistema para uma simples tempestade tropical. Com a contínua desorganização do sistema sobre terra, o JTWC emitiu seu aviso final sobre Kammuri ainda no final de 6 de Agosto. A AMJ ainda manteve Kammuri como uma tempestade tropical enquanto o sistema seguia paralelamente às costas das províncias chinesas de Guangdong e Guangxi até 7 de Agosto, quando o sistema se dissipou sobre o norte do Vietnã e a AMJ emitiu seu aviso final sobre o sistema.

## Preparativos
O governo das Filipinas emitiu um aviso público de tempestade sinal 1, o mais baixo nível de sinal para o país, em 3 de Agosto, para as províncias setentrionais do arquipélago. No entanto, o aviso foi cancelado assim que Kammuri se afastou da região. Hong Kong e Macau também emitiram sinais públicos de tempestade, mas ao contrário do que aconteceu nas Filipinas, o sinal de tempestade era o sinal nº8, a mais alta tanto para Macau quanto para Hong Kong.
O governo da província chinesa de Guangdong ordenou a volta de mais de 24.500 pessoas que estavam trabalhando no mar devido à aproximação da tempestade. Somente na cidade de Yangjiang, no sudeste da província, mais de 7.200 pessoas foram retiradas de áreas de risco.

## Impactos

### China
Kammuri atingiu diretamente a província de Guangdong e a Região autônoma de Guangxi. Em Guangdong, as regiões próximas à península de Leicheu, no sudeste da província, foram atingidas por chuvas torrenciais. Em algumas localidades, foi relatada a maior precipitação acumulada em um século.
Em Guangxi, 22 cidades registraram precipitação acumulada de mais de 250 mm. 686.500 pessoas foram afetadas pela tempestade, sendo que 49.200 destas tiveram que deixar suas residências. As perdas econômicas diretas na província chegaram a 61,2 milhões de yuans (cerca de 8,74 milhões de dólares - valores em 2008).
Na província de Yunnan, as chuvas torrenciais de Kammuri causaram 40 fatalidades, deixando outras 6 desaparecidas. Mais 1,25 milhão de pessoas foram afetadas, sendo que 16.000 tiveram que deixar suas residências. 18.000 residências foram danificadas e, destas, 10.000 foram completamente destruídas. Mais de 40.000 hectares de plantações também foram destruídos. Os prejuízos econômicos diretos somente na província chegaram a mais de 746 milhões de yuans (108 milhões de dólares - valores em 2008). Um único deslizamento de terra no condado de Maguan, nove pessoas morreram e outras cinco ficaram feridas.
Em Hong Kong, pelo menos 37 pessoas ficaram feridas durante a passagem de Kammuri pela região. O transporte público local foi suspenso ou reduzido, e o Aeroporto Internacional de Hong Kong teve que ser fechado, provocando o cancelamento ou o adiamento de mais de 380 voos. Pelo menos 10 pessoas ficaram desabrigadas. Em Macau, o serviço de balsa para Guangdong teve que ser suspenso devido ao mar agitado. Vôos também foram cancelados ou adiados.

### Vietnã
Nas regiões montanhosas do norte do Vietnã, Kammuri provocou chuvas torrenciais que causaram severas enchentes, enxurradas e deslizamentos de terra, provocando a morte de 133 pessoas e o desaparecimento de outras 34. A província de Lao Cai foi a mais atingida, onde 36 pessoas morreram e outras 32 ficaram desaparecidas. Também nas províncias, 17.800 residências foram danificadas pelas enchentes, sendo que 798 foram completamente destruídas. As enxurradas destruíram estradas, rodovias e linhas férreas, além dos meios de telecomunicação, deixando várias localidades isoladas; cerca de 16 pontes foram totalmente destruídas. Cerca de 15.200 hectares de plantações também foram completamente destruídos. Cerca de 1.600 turistas que tinham como destino a localidade de Sa Pa ficaram retidos num trem devido à ameaça de deslizamentos de terra. Na província vizinha de Yen Bai, foram relatas outras 29 fatalidades e 4 desaparecidos; na província de Phu Tho, também foram relatadas outras 5 fatalidades, enquanto que na província setentrional de Ha Giang outras oito pessoas morreram. Na província costeira de Quang Ninh, outras oito pessoas morreram, sendo que uma devido à deslizamentos de terra, e as outras sete devido às avalanches de lama e rochas. Os danos econômicos diretos foram estimados em cerca de 1,2 trilhão de dongs (cerca de 70 milhões de dólares - valores em 2008).

### Laos
Em Laos, as chuvas torrenciais de Kammuri também provocaram danos generalizados. O rio Mekong ficou mais de 13 metros acima do seu nível normal na capital do país, Vientiane. Ainda em Vientiane, algumas áreas ficaram inundadas e isoladas. Houve também registros de interrupções do fornecimento de eletricidade. Alguns distritos da província de Luang Prabang também ficaram isolados devido às inundações. Algumas pessoas tiveram que deixar suas residências. Também foram relatados danos à agricultura. A situação não piorou devido à construção de diques improvisados ao longo do rio Mekong. Ao todo, quatro pessoas morreram no país devido à passagem de Kammuri pela região. Mais de 8.000 famílias em 145 pequenas vilas de Vientiane foram afetadas.

### Tailândia
Kammuri também provocou chuvas torrenciais no nordeste da Tailândia. Na província de Nakhon Phanom, as chuvas torrenciais danificaram mais de 100 residências, e mais de 40.000 acres de plantações foram destruídos. 12 distritos da província foram considerados zonas de desastre. As províncias de Nong Khai e de Chiang Rai também foram afetadas, principalmente pela enchente do rio Mekong. Os prejuízos totais no país passaram de 223 milhões de bahts (cerca de 66,5 milhões de dólares - valores em 2008).

## Após a tempestade
Em Yunnan, o governo local enviou 300 tendas para as pessoas afetadas pelas fortes chuvas de Kammuri. O governo também liberou cerca de 10 milhões de yuans para ajuda de emergência.
O ministro da saúde do Vietnã, juntamente com a Organização Mundial da Saúde (OMS), começou a providenciar assistência médica para as províncias mais atingidas por Kammuri. Também foram providenciados remédios e artigos de higiene para as pessoas nas províncias afetadas. Soldados, policiais e equipes de gerenciamento de emergências foram enviados para a região para garantir o abastecimento de água potável, alimentos e remédios. Devido aos estragos na agricultura, os preços dos alimentos nas regiões afetadas dispararam, elevando a inflação para 45%. Ao todo, as verbas liberadas pelo governo vietnamita chegaram a 220 bilhões de dongs (cerca de 13 milhões de dólares).
O governo vietnamita também enviou helicópteros do seu próprio exército para resgatar sobreviventes das chuvas torrenciais onde o acesso em terra ficou impossibilitado. Cerca de 2.700 soldados e helicópteros retiraram mais de 5.000 pessoas das províncias afetadas. O exército vietnamita também fez a entrega de alimentos, água potável, medicamentos e uma quantia de 60 dólares para cada família afetada pelas chuvas. A Sociedade da Cruz Vermelha doou cerca de 60.000 dólares para as ajudas emergenciais. O governo da Tailândia doou cerca de 3.000 dólares ao governo vietnamita para as assistências de emergência. A Agência de Cooperação Internacional do Japão doou cerca de 18 milhões de ienes para os esforços de ajuda.